# ويليام ديزموند تايلور
ويليام ديزموند تايلور (بالإنجليزية: William Desmond Taylor)‏ (26 أبريل 1872 – 1 فبراير 1922) هو مخرج وممثل أمريكي راحل ولد في أيرلندا. أخرج 59 فيلماً صامتاً بين عامي 1914 و1922 ومثل فيلم في 27 بين عامي 1913 و1915. كان شخصية شعبية في زمن نمو مستعمرة هوليوود السينمائية في العقد الثاني من القرن العشرين.
قتل تايلور في 1 فبراير 1922، ومثلما حدث مع فضائح هوليوود الأخرى، مثل محاكمة روسكو آرباكل، فقد أنتج مقتله موجة من التقارير الصحفية المثيرة والتي كان أغلبها ملفقا. لا تزال قضية مقتله معلقة إلى اليوم.

## روابط خارجية
- ويليام ديزموند تايلور على موقع IMDb (الإنجليزية)
- ويليام ديزموند تايلور على موقع تيرنر كلاسيك موفيز (الإنجليزية)
- ويليام ديزموند تايلور على موقع أول موفي (الإنجليزية)
- ويليام ديزموند تايلور على موقع قاعدة بيانات الأفلام السويدية (السويدية)
- ويليام ديزموند تايلور على موقع إن إن دي بي (الإنجليزية)
- ويليام ديزموند تايلور على موقع قاعدة بيانات الفيلم (الإنجليزية)
- ويليام ديزموند تايلور على موقع كينوبويسك (الروسية)